# Costa Rica en los Juegos Olímpicos de Los Ángeles 1984
Costa Rica estuvo representada en los Juegos Olímpicos de Los Ángeles 1984 por un total de 28 deportistas, 27 hombres y una mujer, que compitieron en 5 deportes.
El portador de la bandera en la ceremonia de apertura fue el tirador Mariano Lara. El equipo olímpico costarricense  no obtuvo ninguna medalla en estos Juegos.